# 北美電話區號765

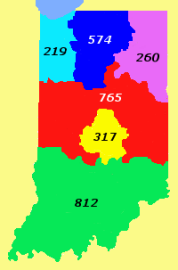
印第安娜州電話區號分佈

電話區號765為北美編碼計畫（NANP）用在美國印第安娜州中部之電話區號，涵蓋範圍包括印第安娜波利斯地區周邊二十縣，亦包括安德森、科納斯維爾、克劳福兹维尔、法兰克福、綠堡、科科莫、拉法葉、馬里昂、蒙夕、紐卡斯爾、里士满以及西拉法葉等城市。此區號於1997年自電話區號317拆分設置。

## 歷史
電話區號317早在1996年前已涵蓋印第安娜州中部，但隨著人口成長加上電信服務需求日益增長使得區號須要拆分。1997年2月1日拆分調整後，印第安娜波利斯地區仍維持電話區號317，而其餘中部地區則分配至電話區號765，同年6月28日起生效。

## 涵蓋地區

### 全境
- 布萊克福德縣
- 克林頓縣
- 特拉華縣
- 費耶特縣
- 方廷縣
- 格蘭特縣
- 亨利县
- 霍華德縣
- 蒙哥馬利縣
- 帕克縣
- 普特南縣
- 蘭道夫縣
- 拉什縣
- 蒂珀卡努縣
- 蒂普頓縣
- 沃倫縣
- 韋恩縣
- 猶尼昂縣
- 弗米利恩縣

### 部分
- 本顿县
- 布恩縣
- 卡洛爾縣
- 克莱县
- 第開特縣
- 富蘭克林縣
- 漢考克縣
- 漢密爾頓縣
- 亨德里克斯縣
- 傑伊縣
- 麥迪遜縣
- 邁阿密縣
- 摩根縣
- 謝爾比縣
- 沃巴什縣
- 韋爾斯縣
- 懷特縣
- 維哥縣